# Tynnyrisaari (ö i Satakunta)
Tynnyrisaari är en ö i Finland. Den ligger i sjön Venesjärvi och i kommunen Kankaanpää i den ekonomiska regionen  Norra Satakunta ekonomiska region  och landskapet Satakunta, i den sydvästra delen av landet, 230 km nordväst om huvudstaden Helsingfors. Öns area är 0,1 hektar och dess största längd är 60 meter i sydöst-nordvästlig riktning.